# Erebia zagora
Erebia zagora är en fjärilsart som beskrevs av Hans Fruhstorfer 1917. Erebia zagora ingår i släktet Erebia och familjen praktfjärilar. Inga underarter finns listade i Catalogue of Life.